# Biedrzychowice Górne (gromada)
Biedrzychowice Górne – dawna gromada, czyli najmniejsza jednostka podziału terytorialnego Polskiej Rzeczypospolitej Ludowej w latach 1954–1972.
Gromady, z gromadzkimi radami narodowymi (GRN) jako organami władzy najniższego stopnia na wsi, funkcjonowały od reformy reorganizującej administrację wiejską przeprowadzonej jesienią 1954 do momentu ich zniesienia z dniem 1 stycznia 1973, tym samym wypierając organizację gminną w latach 1954–1972.
Gromadę Biedrzychowice Górne z siedzibą GRN w Biedrzychowicach Górnych (obecnie wsi już nieistniejącej) utworzono – jako jedną z 8759 gromad na obszarze Polski – w powiecie zgorzeleckim w woj. wrocławskim, na mocy uchwały nr 34/54 WRN we Wrocławiu z dnia 2 października 1954. W skład jednostki weszły obszary dotychczasowych gromad Biedrzychowice Górne, Sieniawka, Porajów, Kopaczów i Rybarzowice ze zniesionej gminy Opolno-Zdrój w tymże powiecie. Dla gromady ustalono 12 członków gromadzkiej rady narodowej. Była to najdalej na południowy zachód wysunięta gromada Polski, położona na końcu Worka Turoszowskiego.
31 grudnia 1959 z gromady Biedrzychowice Górne wyłączono wieś Rybarzowice, włączając ją do gromady Opolno-Zdrój w tymże powiecie, po czym gromadę Biedrzychowice Górne zniesiono w związku z nadaniem jej statusu osiedla o nazwie Sieniawka (tzn. dotychczasowe wsie Biedrzychowice Górne, Sieniawka, Porajów i Kopaczów stały się jednym organizmem osiedlowym).
1 stycznia 1973 osiedle Sieniawka zniesiono, a jego dotychczasowe części składowe stały się ponownie samodzielnymi wsiami w nowo utworzonej gminie Bogatynia w powiecie zgorzeleckim.